# Vigneulles
Pour les articles homonymes, voir Vigneulles (homonymie).
Vigneulles est une commune française située dans le département de Meurthe-et-Moselle, en région Grand Est.

## Géographie
Le village de Vigneulles se situe au creux du plateau dit de Saffais-Ferrières, sur la rive gauche de la Meurthe.
La commune peut être divisée en deux parties, une plate et une vallonnée.
|         | Rosières-aux-Salines |              |
| Saffais | Vigneulles           | Damelevières |
|         | Barbonville          |              |

### Plaine alluvionnaire
Partie plate sur la plaine alluvionnaire de la Meurthe.
Elle est occupée par une partie du triage de la gare de Blainville-sur-l'Eau, les bassins de décantation de l'usine Solvay de Dombasle et l'agriculture (céréales et pâturages).

### Plateau de Saffais-Ferrières
Partie plus vallonnée qui constitue le contrefort du plateau de Saffais-Ferrières.
Elle est occupée par le village, l'arboriculture (principalement mirabelliers), des bois et quelques pâturages.

### Hydrographie
La commune est dans le bassin versant du Rhin au sein du bassin Rhin-Meuse. Elle est drainée par la Meurthe, le canal de Morteau, le ruisseau de Clos Pres, le ruisseau de Vigneulles et le ruisseau le Breuillot,.
La Meurthe, d'une longueur de 161 km, prend sa source dans la commune du Valtin et se jette  dans la Moselle à Pompey, après avoir traversé 53 communes. Les caractéristiques hydrologiques de la Meurthe sont données par la station hydrologique située sur la commune de Damelevières. Le débit moyen mensuel est de 33,1 m3/s. Le débit moyen journalier maximum est de 654 m3/s, atteint lors de la crue du 10 avril 1983. Le débit instantané maximal est quant à lui de 729 m3/s, atteint le 27 mai 1983.

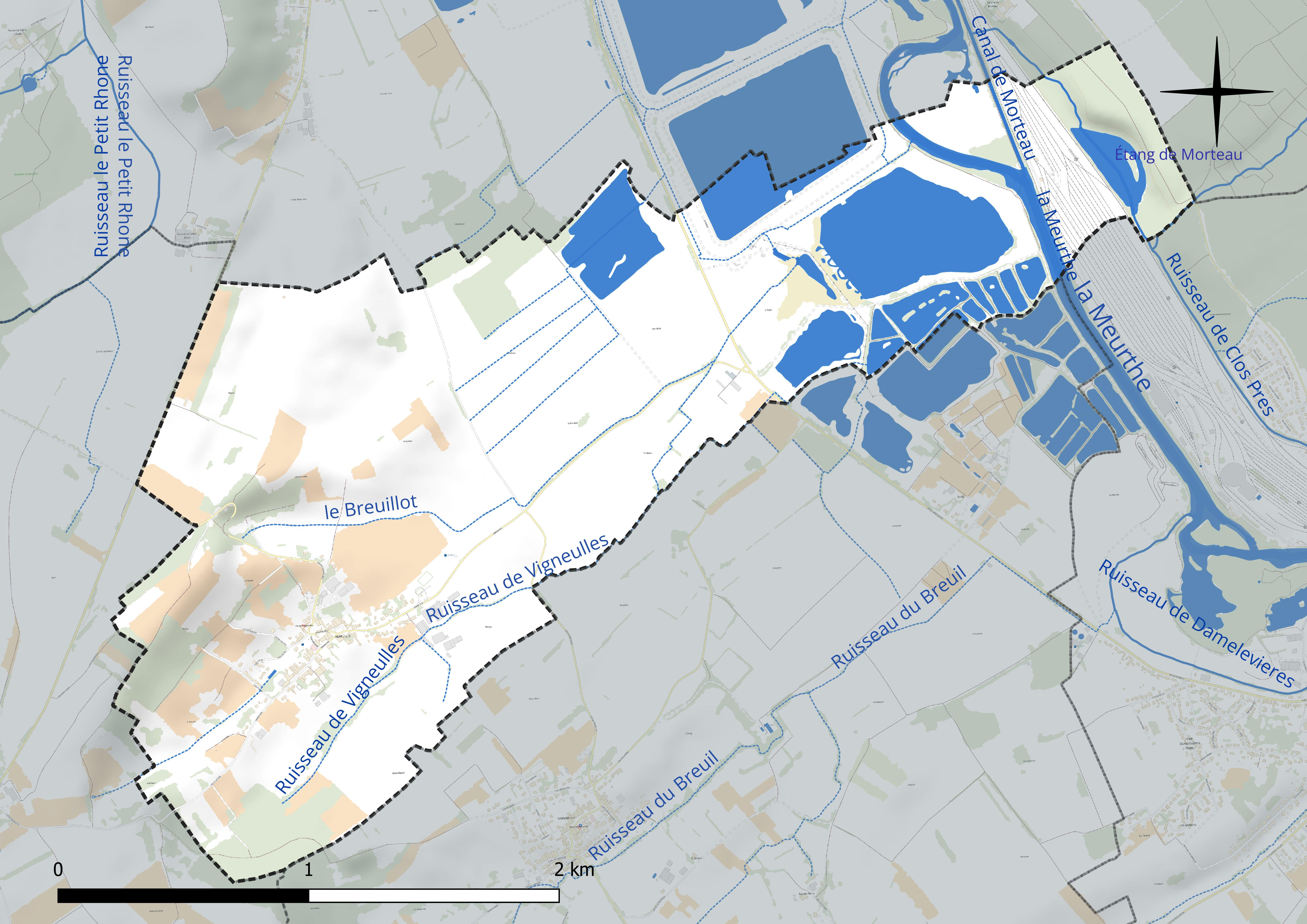
Réseau hydrographique de Vigneulles.

Un plan d'eau complète le réseau hydrographique : l'étang de Morteau (4,5 ha),.

### Climat
Pour des articles plus généraux, voir Climat du Grand Est et Climat de Meurthe-et-Moselle.
En 2010, le climat de la commune est de type climat des marges montargnardes, selon une étude du Centre national de la recherche scientifique s'appuyant sur une série de données couvrant la période 1971-2000. En 2020, Météo-France publie une typologie des climats de la France métropolitaine dans laquelle la commune est exposée à un climat semi-continental et est dans la région climatique  Lorraine, plateau de Langres, Morvan, caractérisée par un hiver rude (1,5 °C), des vents modérés et des brouillards fréquents en automne et hiver. 
Pour la période 1971-2000, la température annuelle moyenne est de 9,8 °C, avec une amplitude thermique annuelle de 17 °C. Le cumul annuel moyen de précipitations est de 842 mm, avec 12,9 jours de précipitations en janvier et 9,5 jours en juillet. Pour la période 1991-2020, la température moyenne annuelle observée sur la station météorologique de Météo-France la plus proche, « Nancy-Essey », sur la commune de Tomblaine à 16 km à vol d'oiseau, est de 11,0 °C et le cumul annuel moyen de précipitations est de 746,3 mm. 
La température maximale relevée sur cette station est de 40,1 °C, atteinte le 24 juillet 2019 ; la température minimale est de −24,8 °C, atteinte le 21 février 1956,,. 
Les paramètres climatiques de la commune ont été estimés pour le milieu du siècle (2041-2070) selon différents scénarios d'émission de gaz à effet de serre à partir des nouvelles projections climatiques de référence DRIAS-2020. Ils sont consultables sur un site dédié publié par Météo-France en novembre 2022.

## Urbanisme

### Typologie
Au 1er janvier 2024, Vigneulles est catégorisée commune rurale à habitat dispersé, selon la nouvelle grille communale de densité à sept niveaux définie par l'Insee en 2022.
Elle est située hors unité urbaine. Par ailleurs la commune fait partie de l'aire d'attraction de Nancy, dont elle est une commune de la couronne,. Cette aire, qui regroupe 353 communes, est catégorisée dans les aires de 200 000 à moins de 700 000 habitants,.

### Occupation des sols
L'occupation des sols de la commune, telle qu'elle ressort de la base de données européenne d’occupation biophysique des sols Corine Land Cover (CLC), est marquée par l'importance des territoires agricoles (70,6 % en 2018), en diminution par rapport à 1990 (74,2 %). La répartition détaillée en 2018 est la suivante : 
prairies (50,2 %), eaux continentales (12,8 %), terres arables (9,7 %), forêts (6,6 %), zones agricoles hétérogènes (6,1 %), zones industrielles ou commerciales et réseaux de communication (5,2 %), zones urbanisées (4,9 %), cultures permanentes (4,5 %). L'évolution de l’occupation des sols de la commune et de ses infrastructures peut être observée sur les différentes représentations cartographiques du territoire : la carte de Cassini (XVIIIe siècle), la carte d'état-major (1820-1866) et les cartes ou photos aériennes de l'IGN pour la période actuelle (1950 à aujourd'hui).

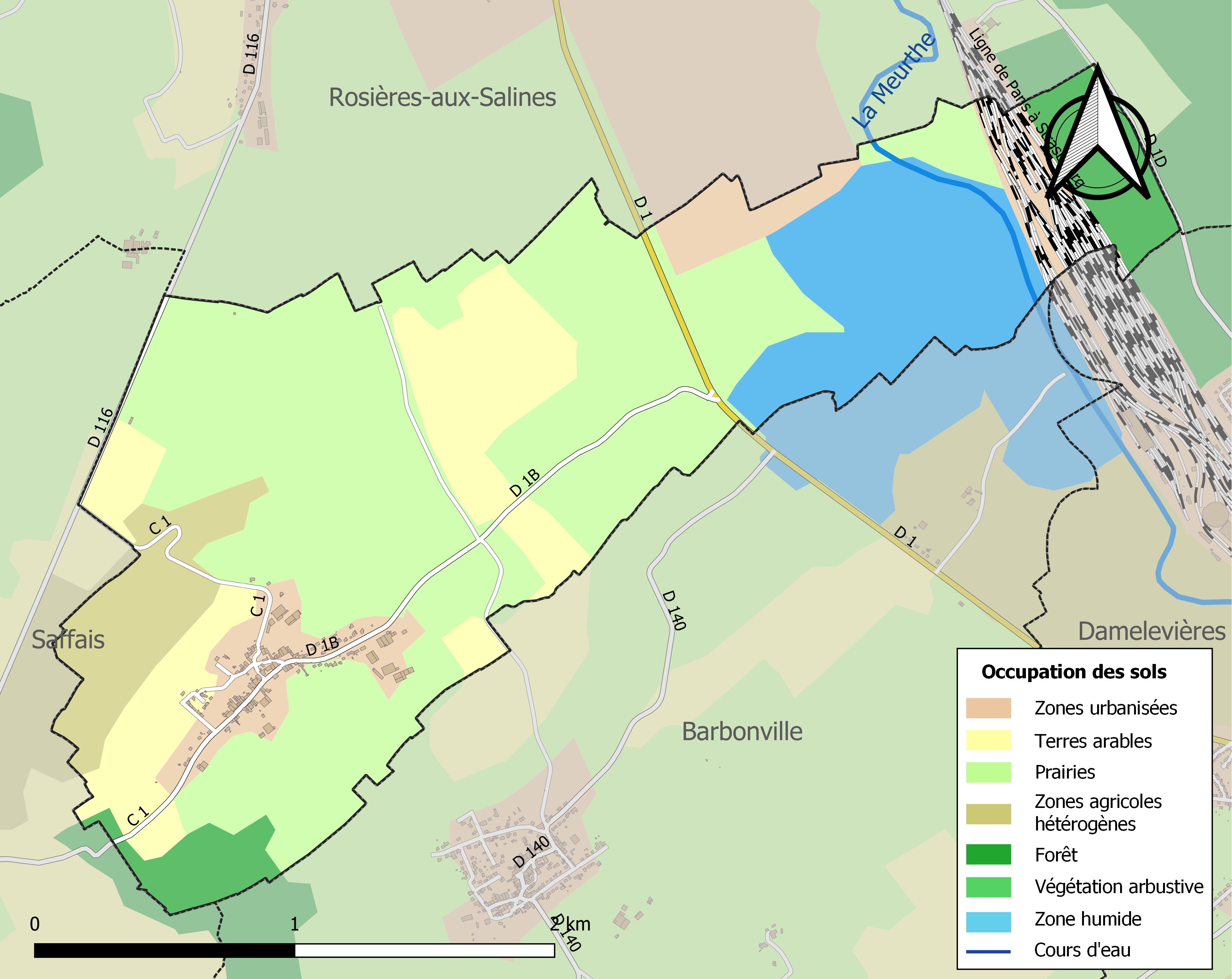
Carte des infrastructures et de l'occupation des sols de la commune en 2018 (CLC).

## Toponymie
Anciennement mentionné : Vigneulae (1288), Vignueles (1290), Vegnyeulles (1535), Vigneul (1594), Vigneulle-sous-Saffais (1779).
 
Son nom serait issu du suffixe latin eolae qui a donné Vineolis en 1152, « petite vigne », suffixe devenu eules pour donner Vigneulles en français.
En lorrain roman, Vigneulles se prononce V'gnûles.

## Histoire
L'occupation du village remonte à l'antiquité. Elle est attestée par la découverte de vestiges gallo-romains au sein même du village en 2008.
La vigne y est cultivée dès l'époque romaine. Cette commune fut jusqu'au début du XXe siècle un village de vignerons jusqu’à la découverte d'une maladie au sein des vignes. La culture de la mirabelle l'a maintenant remplacée.
Village de l'ancien duché de Lorraine : dépendait en 1594 et 1710 de la prévôté de Rosières dans le bailliage de Nancy ; puis à partir de 1751 du bailliage de Rosières sous la coutume de Lorraine. À la suite de la Révolution française, Vigneulles est incorporé en 1790 dans le canton de Blainville et le district de Lunéville.
En 1290, Jean de Choiseul et Jean de Toul, partagèrent ce qu'ils avaient à Vigneulles. En 1348, Bencelin, abbé de Senones, érigea du consentement de ses religieux, un fief à Vigneulles, en faveur de Jean de Toul, de la maison de Lorraine. Enfin en 1390, Geoffroy de Nancy reprit moitié de la ville de Vigneulles. Les seigneurs de ce lieu avaient affranchi leurs sujets de la main-morte. Le 29 mars 1510, le duc Antoine confirma cet affranchissement, en qualité de seigneur souverain, direct et féodal de Vigneulles.
Il y avait sur le ban de ce village, qui possédait une maison seigneuriale, une chapelle dédiée à la Sainte-Vierge en sa nativité.
Le village servit de base arrière lors de la Première Guerre mondiale notamment avec un camp de repos et l'installation de batteries d'artillerie. Il est incendié par les Allemands.
Lors de la Seconde Guerre mondiale, de nombreux jeunes s'engagèrent dans le Groupe Lorraine 42, groupe de résistants.

## Politique et administration
| Période                                  | Période                  | Identité                                       | Étiquette | Qualité                                |
| ---------------------------------------- | ------------------------ | ---------------------------------------------- | --------- | -------------------------------------- |
| Les données manquantes sont à compléter. |                          |                                                |           |                                        |
| avant mai 1885                           | après mai 1885           | Virlet                                         |           |                                        |
|                                          |                          |                                                |           |                                        |
| juin 1995                                | mars 2008                | Pascal Thomas                                  | DVD       |                                        |
| mars 2008                                | En cours (au 11/09/2020) | Philippe Daniel Réélu pour le mandat 2020-2026 | SE        | Président de la communauté de communes |

## Population et société

### Démographie
L'évolution du nombre d'habitants est connue à travers les recensements de la population effectués dans la commune depuis 1793. Pour les communes de moins de 10 000 habitants, une enquête de recensement portant sur toute la population est réalisée tous les cinq ans, les populations de référence des années intermédiaires étant quant à elles estimées par interpolation ou extrapolation. Pour la commune, le premier recensement exhaustif entrant dans le cadre du nouveau dispositif a été réalisé en 2008.

En 2022, la commune comptait 234 habitants, en évolution de −4,88 % par rapport à 2016 (Meurthe-et-Moselle : −0,13 %, France hors Mayotte : +2,11 %).
| 1793 | 1800 | 1806 | 1821 | 1831 | 1836 | 1841 | 1846 | 1851 |
| ---- | ---- | ---- | ---- | ---- | ---- | ---- | ---- | ---- |
| 274  | 317  | 312  | 317  | 329  | 333  | 346  | 343  | 366  |

| 1856 | 1861 | 1872 | 1876 | 1881 | 1886 | 1891 | 1896 | 1901 |
| ---- | ---- | ---- | ---- | ---- | ---- | ---- | ---- | ---- |
| 308  | 297  | 288  | 272  | 286  | 296  | 270  | 241  | 215  |

| 1906 | 1911 | 1921 | 1926 | 1931 | 1936 | 1946 | 1954 | 1962 |
| ---- | ---- | ---- | ---- | ---- | ---- | ---- | ---- | ---- |
| 214  | 193  | 152  | 140  | 140  | 143  | 140  | 155  | 146  |

| 1968 | 1975 | 1982 | 1990 | 1999 | 2006 | 2008 | 2013 | 2018 |
| ---- | ---- | ---- | ---- | ---- | ---- | ---- | ---- | ---- |
| 154  | 142  | 203  | 228  | 209  | 251  | 263  | 243  | 238  |

| 2022 | - | - | - | - | - | - | - | - |
| ---- | - | - | - | - | - | - | - | - |
| 234  | - | - | - | - | - | - | - | - |

## Économie

Vigne, mirabelliers et élevage à Vigneulles
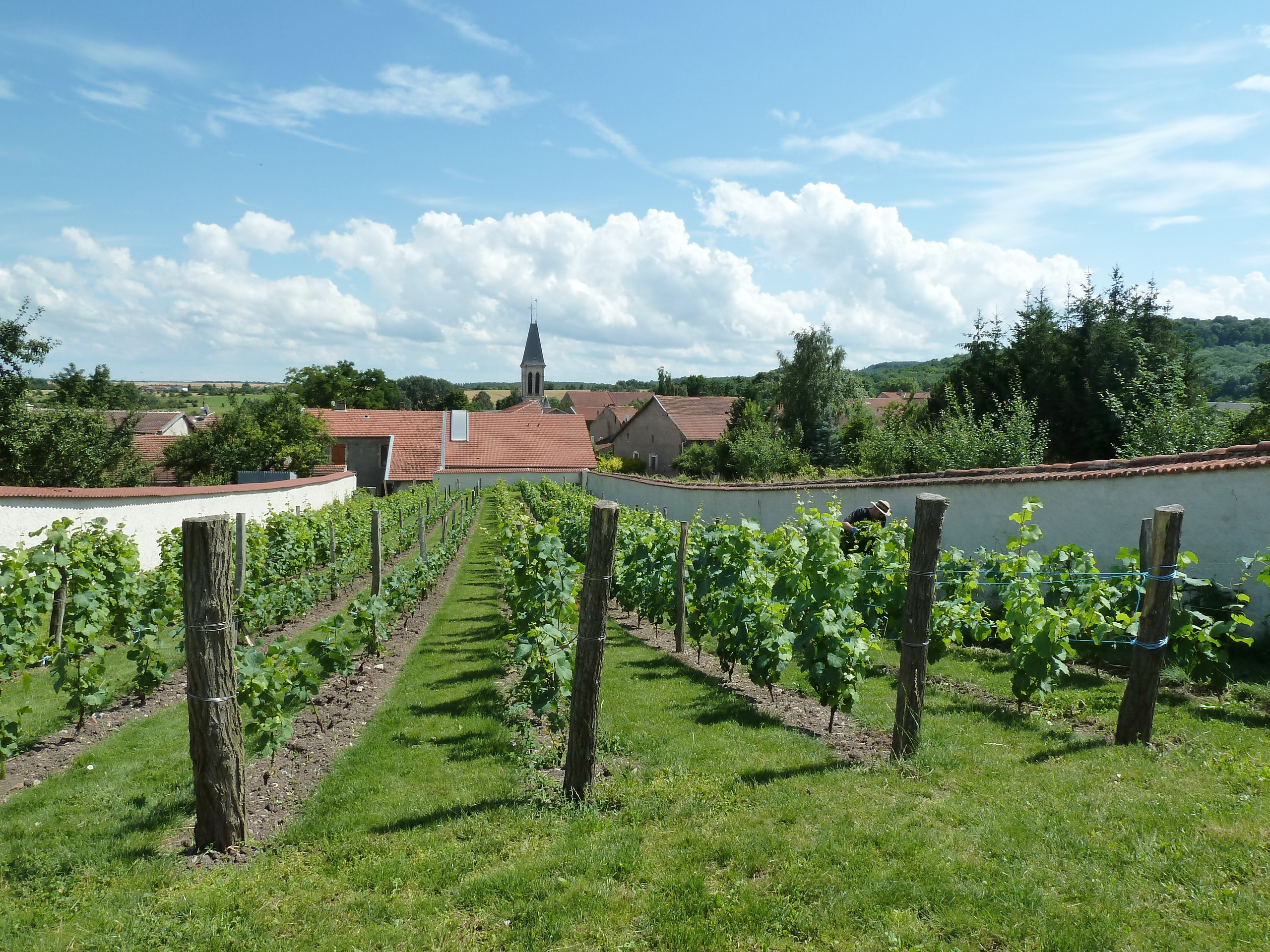
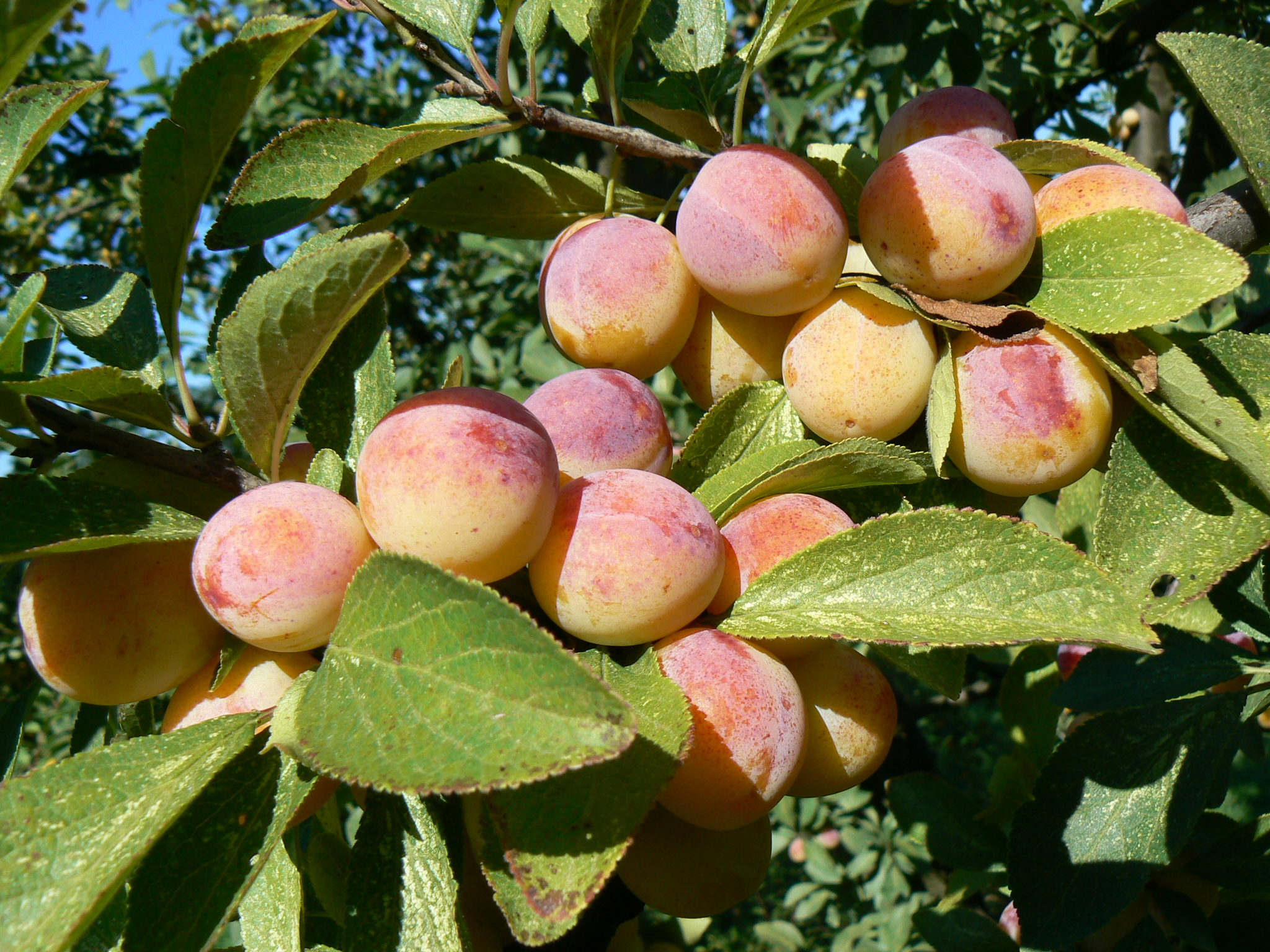
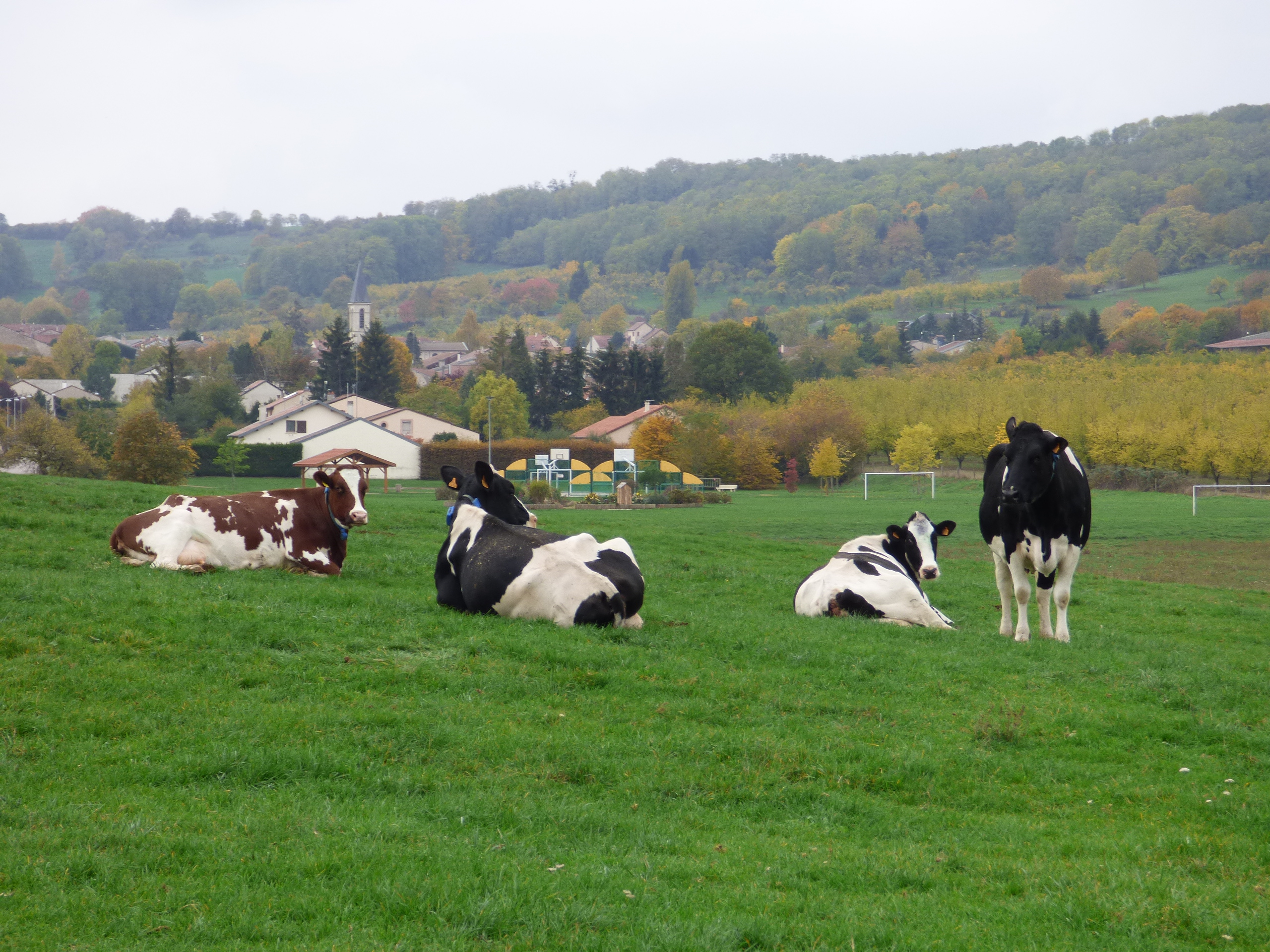

## Culture locale et patrimoine

### Lieux et monuments
- La place de l'ancienne église où peut être vue une croix de 1545 insérée dans le mur d'enceinte de l'ancien cimetière.
- Le monument dédié au groupe Lorraine 42 sur les hauteurs de Vigneulles. Le mémorial est l'œuvre de Jean Villemin  ; le projet est une commande de la délégation aux arts plastiques, DAP. Le Groupe Lorraine 42(GL 42) est un groupe de résistants de la Seconde Guerre mondiale.
- Église Saint-Blaise néo-gothique du XIXe siècle en style Grange, retable XVIIIe siècle provenant de l'ancienne église.

Vigneulles : lieux et monuments
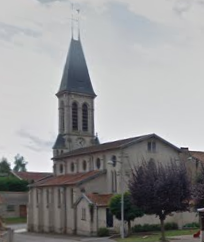
Église.
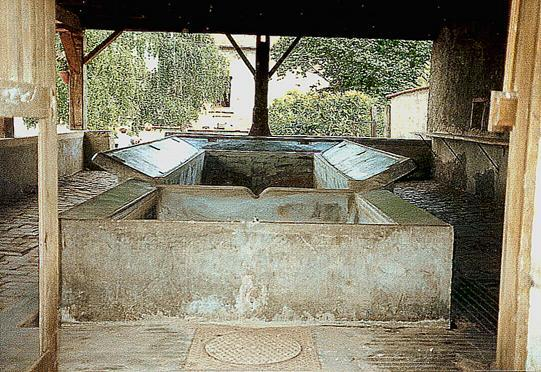
Lavoir.
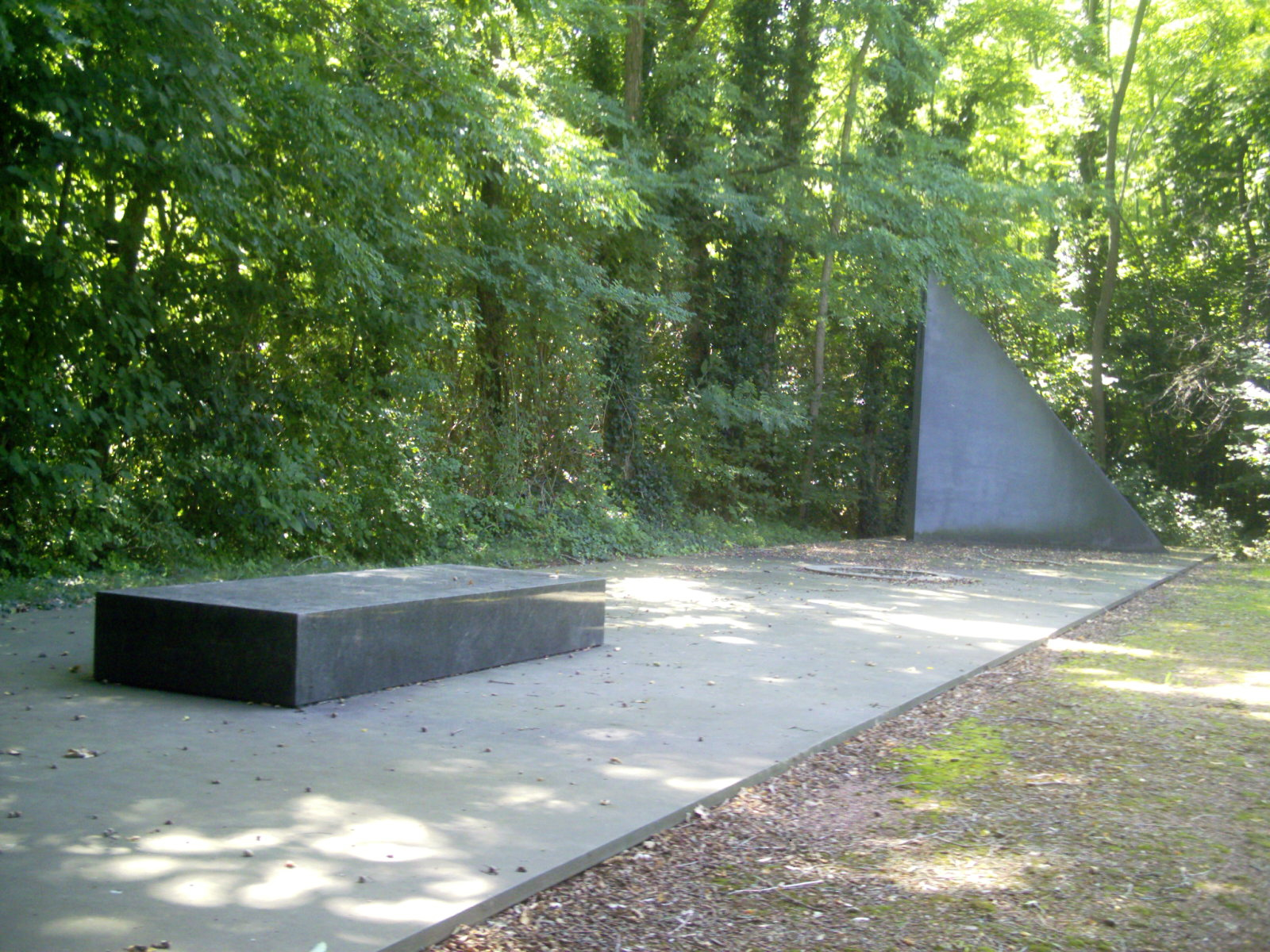
Monument du Groupe Lorraine 42 (GL42).

### Personnalités liées à la commune
- Ulrich, chevalier seigneur de Montecler, vers 1190, fait donation de terres situées sur Vigneulles au prieuré de Saint-Nicolas-de-Port. Cette donation relatée dans des écrits concerne des terres avec  prieuré, chapelle, maison et dépendances.
- Robert, sire de Neuviller, en 1242, donne au prieuré de Saint-Nicolas, son moulin de Vigneulles avec le chemin qui y conduit (route de Grelot) : grelot en patois lorrain signifie moulin (grolot). Son emplacement  est connu par le ruisseau  et le vallon qui portent son nom.
- François Regnault, seigneur de Saffais et Vigneulles, en 1665 receveur des salines de Rosières, est anobli pour avoir pris les mesures de protection des salines pendant la guerre. Nous trouvons les armoiries de François Regnault et Jean-Pierre Lebrun à l’église[29].

### Héraldique
| Blason de Vigneulles | Blason  | D'azur à la crosse abbatiale d'or, accostée de deux grappes de raisin du même. |
| Blason de Vigneulles | Détails | La crosse abbatiale rappelle que l'abbaye de Senones possédait depuis le XIIe siècle un fief à Vigneulles. Les deux raisins font allusion au vignoble qui a donné son nom à la Le statut officiel du blason reste à déterminer. |

### Blason populaire
Les habitants de Vigneulles ont pour sobriquet patois «les poussaîs» ce qui signifie les poursuiveurs. La légende veut qu'ils aient poursuivi leurs voisins de Barbonville qui leur auraient volé la statue de Notre-Dame-des-Aviots, une statue miraculeuse. De leur côté, les habitants de Barbonville disent que la statue de ND-des-Aviots a de tous temps été rattachée à la communauté de Barbonville.